# Maianthemum intermedium
Maianthemum intermedium är en sparrisväxtart som beskrevs av Vladimir Nikolaevich Voroschilov. Maianthemum intermedium ingår i släktet ekorrbärssläktet, och familjen sparrisväxter. Inga underarter finns listade i Catalogue of Life.